# Emanuel Froben

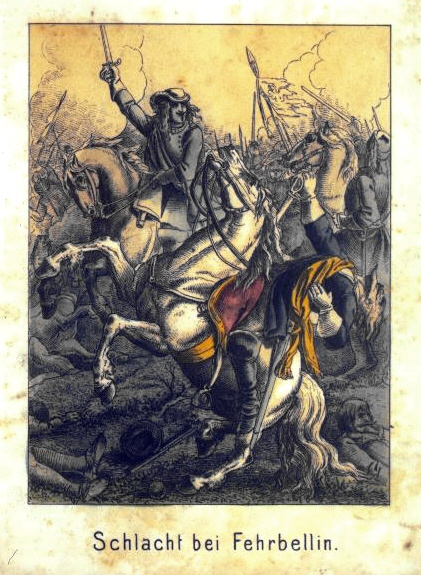
Romantisierende Darstellung des Todes des Stallmeister Emanuel Froben aus dem Geschichtsbuch Bilder und Erzählungen aus der deutschen Geschichte; Für die reifere deutsche Jugend (Berlin 1863)

Emanuel Froben (* 4. März 1640 Schloss Bencken bei Basel; † 28. Juni 1675 in der Schlacht von Fehrbellin) war der Stallmeister des Kurfürsten Friedrich Wilhelm von Brandenburg.

## Leben und Legende
Als Stallmeister trug Froben seit 1663 die Verantwortung für Beschaffung, Unterbringung, Pflege und täglichen Einsatz der Pferde des Kurfürsten und gehörte zu dessen persönlicher Umgebung. Im Jahre 1675 fiel er bei Linum in der Schlacht bei Fehrbellin, als er dem Kurfürsten das Leben rettete. Die Legende berichtet, er habe während der Schlacht sein Pferd mit dem des Kurfürsten ausgetauscht, weshalb die dem Kurfürsten geltende Kugel stattdessen ihn traf.
Der Große Kurfürst erhob am selben Tag dessen jüngsten Bruder Jacob Christoph in den Adelsstand, mit dem Namen „von Froben“, und nahm ihn in seine Dienste (dies ist der Ursprung der preußischen Familie „von Froben“ auf Quanditten). Als Wappen verlieh ihm der Kurfürst ein weißes Pferd auf blauem Grund.
Emanuel Froben wurde feierlich im Berliner Dom bestattet und eine Medaille zum Ereignis geprägt, die den Kurfürsten zeigt und den eben vom Pferd sinkenden Froben. Der „Opfertod“ des Stallmeisters trug erheblich zur Legendenbildung rund um die Schlacht bei und wurde später sogar in Schulbücher aufgenommen. Dieses Ereignis wird in der 1708 verfassten Biographie des Großen Kurfürsten von Jacob Paul von Gundling geschildert, dann von Friedrich dem Großen in seinen Mémoires de Brandebourg, 1751, erwähnt und fand von dort durch Heinrich von Kleists Prinz von Homburg oder auch durch Julius Mindings Gedicht Emanuel von Froben Aufnahme in die schöne Literatur.
Die Legende scheint eine Verkürzung des tatsächlichen Geschehens zu sein, die womöglich schon auf den Kurfürsten zurückgeht. Tatsächlich stand Froben in hohem Ansehen bei dem Kurfürsten, und er ist offenbar tatsächlich nahe dem Kurfürsten gefallen, von Kugeln getroffen, die dem Fürsten galten. Die Geschichte vom ausgetauschten Pferd aber ist eine Vermengung mit der Tatsache, dass der Leibjäger Uhl den Kurfürsten während der Schlacht überredete, das Pferd mit ihm zu tauschen. Daraufhin wurde das Pferd unter Uhl weggeschossen und Uhl zweimal am Schenkel verwundet.

## Familie
Er war ein Sohn des kurfürstlich-pfälzischen Stallmeisters Emanuel Froben aus der schweizerischen Verleger- und Beamtenfamilie Frobenius, die von dem Humanisten und Buchdrucker Johannes Frobenius abstammte. Sein Vater nahm Theodor Falkeise bei sich auf, nachdem dieser aus Basel verbannt worden war. Sein Bruder Aurelius Sebastian Froben (* 1641) fiel 1676 in Diensten des Prinzen von Oranien bei Mont Cassel.

## Ehrungen
Zu seinen Ehren sind Straßen in Berlin-Lankwitz, Berlin-Schöneberg, Düsseldorf und München (Stadtteil Alt-Riem) benannt worden. Letztere führt zur Galopprennbahn Riem.